# Белый (маяк)
Маяк Белый — «Эйфелева башня» в Российском Заполярье, в Ямало-Ненецком автономном округе. Маяк расположен на северо-западе оконечности острова Белый — Мысе Попова, на низком обрывистом берегу протоки в расстоянии 200 м от радиостанции. Ажурная конструкция полностью деревянная, достаточно сложная, аналогов её не встречается.
Также существует одноименный маяк на мысе Белый острова Вайгач, построенный на рубеже 1920-1930-х годов. Остров Вайгач находится на границе Баренцева и Карского морей.

## История
В 1737 геодезист Селифонтов В. М. после путешествия в составе западного отряда Великой Северной экспедиции составил карту северной части полуострова Ямал и отметил на нём священный остров. Так через Карское море стал прокладываться Северный Морской Путь из Европы в Азию.
В начале XX века экспедиции на полуостров возобновились. В 1910-1920-х годах, преодолевая отказы лодочников Ямала перевозить исследователей через пролив, о. Белый посетили Житков Б. Т. (зимой 1908 года) и Евладов В. П. (летом 1928 года): 
«На мое заявление о поездке на остров Белый Нгедруй Ядне сказал, что лодок нет и нам ехать нельзя. Я почувствовал в его объяснениях то же нежелание пустить нас на остров, которое помешало Б. М. Житкову в 1908 году углубиться на территорию острова и создало ряд препятствий штурману Иванову в 1828 году исследовать внутренность острова».
На острове Евладов В. П., Спицин Н. Н. и переводчик Ядопчев М. Ф. установили первые мореходные, астрономические и топографические знаки. Помимо исследования самого пути, отряд должен был изучить жизнь, быт, обычное право ямальских кочевников, флору и фауну местности, оленеводчество, пушной и рыбный промысел. Участники экспедиции были первыми русскими, кто ступил на остров летом, записал топонимику внутренней части Белого острова, и смог попасть на западное побережье к святилищам. Следом за отрядом Евладова к о. Белый отправили этнографо-археологическую экспедицию Котовщиковой Н. А., Чернецова В. Н. и зоолога Ратнера К. Я. Но на священный остров этнографы так и не попали – Котовщикова скончалась при не до конца выясненных обстоятельствах, а остальных не пустили из-за погодных условий.
В декабре 1932 года в Москве было создано Главное управление Северного морского пути, чтобы открыть Северный морской путь для снабжения российской Арктики. Обязательным условием безопасного судоходства стало установление навигационных и метеорологических станций на всем протяжении арктического побережья России. Убекосибири — Управление по обеспечению безопасности кораблевождения в Карском море и устьях Сибирских рек — приняло решение поставить радиостанцию на острове Белом. «Остров Белый считают моряки кладбищем судов. Погибли: „Обь“, „Енисей“, „Альбатрос“, „Белуха“… Поэтому там имеют большое значение радиомаяк и светомаяк в навигационный период».
В 1932 году был укомплектован штат станций, техническое оборудование. Убекосевер из Архангельска должен был доставить здания. Но произошла «какая-то неувязка» (дневник Сидорина, начальника станции зимовки 1933-1934), дома не были доставлены и штат с оборудованием уплыл обратно. В 1933 году Главсевморпуть повторил попытку Убеко, но судно прибыло поздно, и выгрузка произошла неудачно, поэтому первая зимовка не смогла выполнить все поставленные задачи. И всё же в зимовку 1933-1934 годов на северо-западной части острова отряд смог открыть гидрометеорологическую станцию «Остров Белый». Там установили первый в Арктике радиомаяк для обеспечения прохода судов по Северному морскому пути. Активное сооружение зданий станции началось в следующую зимовку – 1934-35 годов под руководством начальник станции И. Сидорина: 
«В процессе строительства выдвинулась дилемма: либо жалеть людей и дело сделать в масштабе малом, неудовлетворительном по качеству, с необходимостью переделок в последующем, в результате не создать условий для нормальной работы в следующие годы, либо нажать на свои силы и сделать всё, что доступно физическим и моральным силам коллектива, чтобы создать в один год то, что, например Убеко, создавалось в 3-4 года, т.е. дать возможность последующим сменам работать в хороших условиях. Вопрос известный, грубый.»
Путём огромных усилий всего научного и технического персонала станции на песчаном мысе острова, на низком обрывистом берегу протоки в расстоянии 300 м от рации, помимо прочего, установили маяк: четырёхгранную деревянную ажурную усечённую пирамиду на бетонном основании. На вершине — шар, а под ним прямоугольный щит из железных пластин, где располагался сам маячный аппарат. Такая форма была стандартной для всех маяков 1930-1940 х годов, поскольку ускоряла процесс строительства станций. 
Специалисты Центра Современной истории в рамках историко-культурного проекта РГО «Маяки России» исследовали деревянный маяк летом 2021 года. В архивах удалось найти уникальные материалы, например, «Отчет о работе полярной станции Главсевморпути на острове Белый за 1934-1935 годы». Специалистами РГО были составлены чертежи, сделаны ряд фотографий с разных ракурсов, объект является частью историко-культурного наследия. В 2024 году по инициативе правительства Ямало-Ненецкого автономного округа, некоммерческого партнерства «Российский центр освоения Арктики» стартовал проект по восстановлению маяка на острове Белый. Были выбраны поставщики материалов и подрядчики, определены сроки строительства маяка на Большой земле. В 2025 году запланирована доставка конструкций на остров и сборка маяка на месте. На реализацию проекта Некоммерческому партнёрству «Российский центр освоения Арктики» выделен грант Экспертного центра «Пора».

## Описание
Характеристика огня на 1936 год: период огня 1 белый с проблеском. Период: 20 мин. 00 сек. Пр. 20 сек., темн. 1 мин. 40 сек. Дальность видимости в ясную погоду — 18 миль. На расстоянии до 2 миль огонь имеет постепенное усиление, а потом ослабление силы света. Высота огня от уровня моря — 36 метров. Маячный аппарат установлен на площадке на верху деревянной ажурной, четырёхгранной усечённой пирамиды. Высота от основания составляет 31 метр.
Данные по маяку на 2018 год: на черной рамочной башне с платформой белый проблесковый огонь Fl.W., период 5 с. (fl. 0.5s, ec. 4.5s). Высота высота башни 69 футов. Высота огня от уровня моря: 22 метра (72 фута). Дальность видимости — 13 морских миль.
В настоящее время маяк не функционирует.
На острове имеется спутниковая связь, выход в интернет, возможность для проживания и размещения исследовательского оборудования.
Руководитель экспедиции «Маяки России» и директор Центра современной истории Иван Анохин в 2022 году считает:
«Маяк Белый — интереснейший туристический объект, своего рода изюминка арктических туров. Маяк по-своему уникальный. Во-первых, он полностью деревянный, во вторых, конструкция достаточно сложная, и аналоги ее нам не встречались. Известны деревянные маяки 30-х годов, но выглядят они совсем иначе — обычно это цилиндрические башни. А здесь — почти что ажурная конструкция из бревен, по-своему изящная. Это полноценное инженерное сооружение, хорошо продуманное, пропорциональное. Мы сделали полные обмеры объекта, тщательно его изучили. Увы, фундамент нуждается в замене, истлели первые венцы вышки. Планируем сделать полный чертеж маяка, что позволило бы воссоздать его. Фактически маяк нужно будет построить заново. »

## Галерея
- Вид сверху на маяк
Фото: Центр современной истории для РГО
- Закат
Фото: Центр современной истории для РГО
- Вид на огонь маяка
Фото: Центр современной истории для РГО